# Vadim Borissovski
Vadim Vassilievitch Borissovski (en russe : Вадим Васильевич Борисовский) est un altiste soviétique, né le 19 janvier 1900 à Moscou et mort le 2 août 1972 dans la même ville.

## Biographie
En 1917 il entre au Conservatoire de Moscou où il apprend le violon avec Mikhaïl Press mais un an plus tard l'altiste célèbre Vladimir Bakaleïnikov lui conseille de se tourner vers l'alto et devient son professeur. En 1922 Borissovski termine le conservatoire avec le premier prix.
Un an après Borissovski participe à la création du Quatuor Beethoven et en devient l'altiste. Il reste sur ce poste jusqu'à 1964. En 1927 il est invité pour enseigner au conservatoire.
Borissovski passe pour l'un des fondateurs de l'école soviétique d'alto. Dans les années 1920 il rencontre Paul Hindemith et Wilhelm Altmann qui l'aident à former le catalogue complet des œuvres écrites pour alto et viole d'amour. Borissovski lui-même arrange et réédite plus de 250 compositions pour alto dont certaines sont trouvées et jouées pour la première fois (par exemple, la Sonate inachévée en ré mineur de Mikhaïl Glinka). Il est aussi le premier musicien en URSS à jouer de la viole d'amour. Certains compositeurs lui ont dédié leurs œuvres, notamment Chostakovitch avec son quatuor n° 13.
Il existe plusieurs enregistrements de Borissovski comme soliste et avec le Quatuor Beethoven.